# Aleksiej Borzunow
Aleksiej Aleksiejewicz Borzunow (ros. Алексей Алексеевич Борзуно́в; ur. 11 listopada 1943 w Moskwie, zm. 8 czerwca 2013 tamże) – radziecki i rosyjski aktor filmowy i głosowy. Zasłużony Artysta Federacji Rosyjskiej (2005).

## Wybrana filmografia

### Filmy animowane
- 1978: Przygody Chomy jako Choma